# John de Stratford
John de Stratford (Stratford-on-Avon, 1275 circa – Mayfield, 23 agosto 1348) è stato un arcivescovo cattolico inglese.

## Biografia
John de Stratford nacque a Stratford-on-Avon intorno al 1275, figlio di Robert de Stratford e della moglie Isabel. Studiò giurisprudenza all'Università di Oxford (forse al Balliol College, a cui lasciò una somma nel testamento) e nel 1317 fu nominato rettore della Santissima Trinità a Stratford. 
Nei primi anni 1320 fu arcidiacono di Lincoln e, durante un viaggio ad Avignone, fu consacrato vescovo di Winchester da Vital du Four per volere di papa Giovanni XXII il 26 giugno 1323. La nomina dispiacque ad Edoardo II, che ebbe effettivamente motivo di dubitare di lui: Stratford si schierò con i sostenitori di Isabella di Francia nel 1327 e lo visitò quando era imprigionato a Kenilworth per convincerlo ad abdicare in favore del figlio.
Intanto, Stratford era diventato Lord tesoriere il 26 novembre 1326 e mantenne la carica fino al 28 gennaio 1327. Dopo l'incoronazione di Edoardo III, il vescovo fece parte sin da subito nel consiglio reale e fu utile alleato di Enrico Plantageneto, III conte di Lancaster.
Dopo la caduta in disgrazia di Roger Mortimer, l'ascesa politica di Stratford fu vertiginosa e il 28 novembre 1330 fu nominato Lord cancelliere, un ruolo che svolse a più riprese tra il 1330 e il 1334, tra il 1335 e il 1337 e poi ancora nel 1340. Il 3 novembre 1333 fu nominato arcivescovo di Canterbury. Con lo scoppio della guerra dei cent'anni, Stratford perse rapidamente influenza sul re e morì il 23 agosto 1348 a Mayfield.

## Genealogia episcopale e successione apostolica
La genealogia episcopale è:
- Cardinale Vital du Four
- Arcivescovo John de Stratford

La successione apostolica è:
- Vescovo Richard Aungerville (1333)
- Vescovo Robert Stratford (1337)
- Vescovo Ralph Stratford (1340)
- Vescovo Thomas Hatfield (1345)
- Vescovo William Edendon (1346)
- Arcivescovo John Thoresby (1347)
- Vescovo John Gynwell (1347)